# Tephrina sakalava
Tephrina sakalava är en fjärilsart som beskrevs av Claude Herbulot 1954. Tephrina sakalava ingår i släktet Tephrina och familjen mätare. Inga underarter finns listade i Catalogue of Life.